# SPT-100

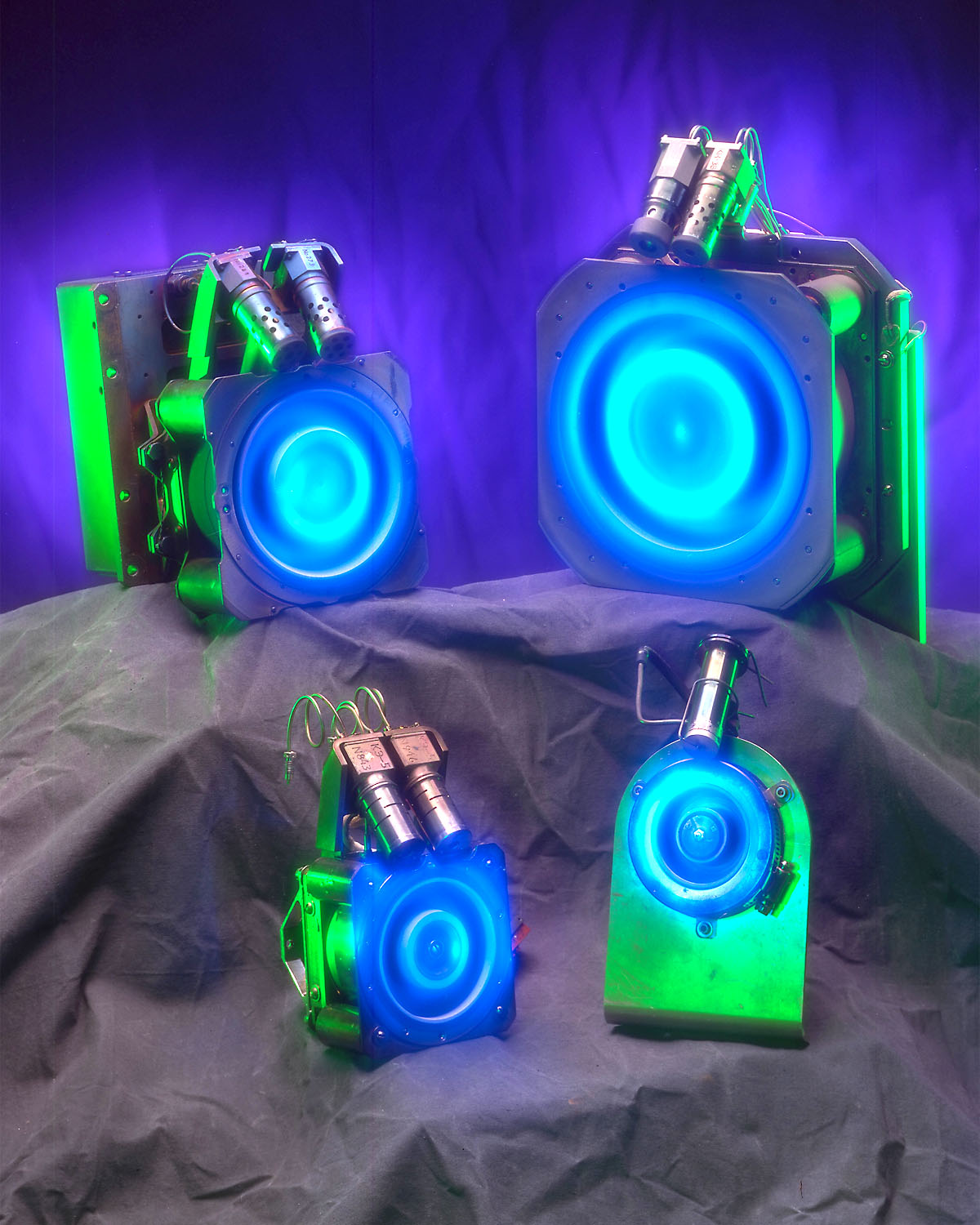
SPTシリーズ。左上がSPT-100。

SPT-100は旧ソビエト連邦のファケル実験設計局が開発・製造するホールスラスタである。

## 概要
SPTは"Stationary Plasma Thruster"（ステイショナリ・プラズマ・スラスタ）の略。2008年現在、宇宙空間での運用実績が最も多いホールスラスタであり、同シリーズの他のスラスターも含め採用機数は140機を超える。2011年の時点で18のロシアの衛星およびIPSTAR-II、Galaxy 28、Ekspress A、AMを含む14の外国の衛星で使用されていた。
同設計局はさらに4.5kwのSPT-140Dを供給しており、25kWクラスのSPT-230も販売している。

## 仕様
- タイプ：リニア型ホールスラスタ
- 推進剤：キセノン
- 推力：80mN
- 比推力：1,600s
- イオンビーム口径：100mm
- 消費電力：1.35kW

## 関連事項
- 電気推進
  - ホールスラスタ